# Tahára

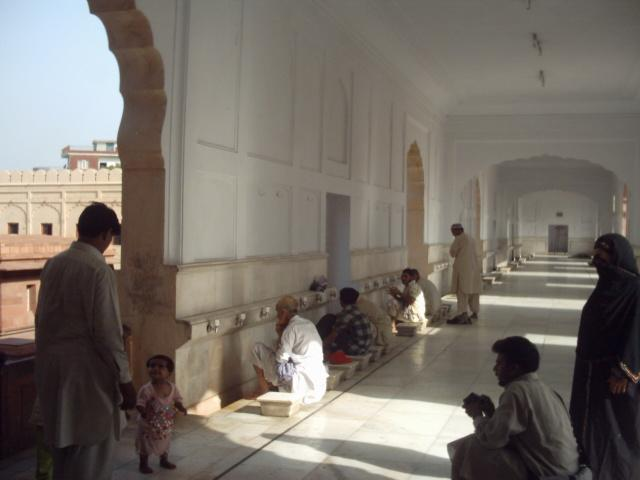
Muslimové omývající se u východní zdi mešity v Láhauru

Tahára je výraz arabského původu, který znamená „čistota“. Odkazuje k nutnosti rituální čistoty muslima v určitých situacích a rituálního očištění po určitých konáních. Pro muslimy je tahára velmi důležitá, sám Muhammad ji označoval za „polovinu víry“ a u ismá'ílíji je dokonce jedním z pilířů víry. Tahára neoznačuje „běžnou“ čistotu, nýbrž čistotu rituální.
Do stavu rituální nečistoty se chtě nechtě často dostává každý muslim. V zásadě lze formy rituálního znečištění rozdělit do dvou skupin, a to na těžké a lehké. Těžké znečištění je přivedeno např. menstruací či vyměšováním spermatu. Lehké znečištění bývá způsobena většinou stykem s nečistým objektem (nádžis), za které jsou považováni např. vepři, krev, hnis, či mléko nejedlých zvířat. Podle druhu rituálního znečištění pak muslimové volí mezi jednotlivými druhy očisty.
Např. použití toalety bývá považováno za druh lehkého znečištění. Aby se muslim dostal zpět do stavu rituální čistoty, šaría přikazuje, aby vykonal tzv. menší očistu, wudu´u. Po velkém znečištění (např. po pohlavním styku) muslimové podle šaríi provádí velkou očistu zvanou ghusl. Jakmile muslim není ve stavu rituální čistoty, není mu dovoleno řada věcí, zejména manipulace s koránem.
K rituální očistě muslima slouží většinou čistá či pramenitá voda, výjimku tvoří pouštní oblasti, kdy kvůli nedostatku vody je možno provést očistu pouštním pískem.